# ویلیام رادرفورد مید
ویلیام رادرفورد مید (به انگلیسی: William Rutherford Mead) متولد ۱۸۴۶ ایالت ورمانت، مهندس و معمار آمریکایی قرن نوزدهم بود.
مید بسیاری از آثار خود را در شرق آمریکا طراحی نمود و دانش آموختهٔ دانشگاه نورویچ در ورمانت بود.
از آثار شرکت او می‌توان خانه ایالت رود آیلند و پردیس آکادمی آمریکا در رم، ایتالیا را نام برد. او شریک چارلز مک کیم بود.